# Orseolia paspali
Orseolia paspali är en tvåvingeart som först beskrevs av Ephraim Porter Felt 1921.  Orseolia paspali ingår i släktet Orseolia och familjen gallmyggor. Inga underarter finns listade i Catalogue of Life.